# Bobbichthys
Bobbichthys är ett utdött släkte av förhistoriska benfiskar som levde under yngre jura (Oxfordian epok).